# Viaje al centro de la Tierra
Viaje al centro de la Tierra es una novela de Julio Verne, publicada el 25 de noviembre de 1864, que narra la expedición de un profesor de mineralogía, Otto Lidenbrock, su sobrino Axel y un guía llamado Hans al interior de la Tierra.

## Resumen
Axel reside en una vieja casa situada en la Königstrasse, en Hamburgo, junto a su tío Otto Lidenbrock, un prestigioso profesor de mineralogía a quien describe como un hombre temido por su fuerte carácter pero muy original; su ahijada Gräuben y su sirvienta, Marta. Un día el profesor lo llama a su despacho, donde le enseña un manuscrito de gran valor del Heimskringla, de Snorri Sturluson. Pero ese libro esconde una gran sorpresa: un pergamino de origen rúnico que oculta un criptograma. Tras muchos esfuerzos y gracias a un descubrimiento casual de Axel, logran descifrarlo; es un texto del alquimista islandés  Arne Saknussemm quien revela cómo llegar al centro de la tierra. El profesor, eufórico, decide ir al lugar indicado en el pergamino junto con su sobrino Axel. 

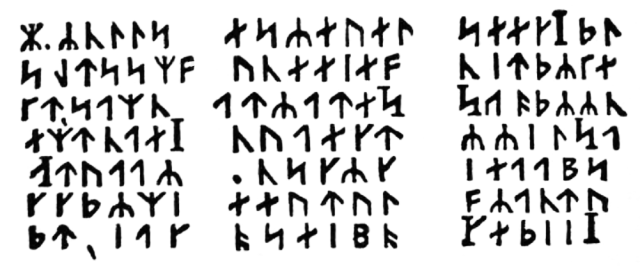
Criptograma que aparecece en la obra.

Axel está muy asustado y no quiere ir, pero no tiene otra opción, y salen hacia el punto indicado en el pergamino: Islandia. Tras un largo viaje, llegarán a Reikiavik, ciudad cercana al Snæfellsjökull, volcán por el que tendrán que introducirse para alcanzar el corazón terrestre, siguiendo las indicaciones de Saknussemm. Allí contratan a Hans, un cazador de éiders profesional, quien los acompañará a lo largo de su expedición. Equipados con víveres, herramientas, armas, instrumentos, linternas eléctricas y un botiquín, emprenden el viaje hacia el volcán. 
Suben por un difícil sendero hasta la cumbre del Sneffels, después de una penosa marcha, llegan a la cima, donde descubren una inscripción con el nombre de Saknussemm los que demuestra que su viaje fue real. Llegados al fondo del cráter, donde se abren tres chimeneas, descubren la correcta siguiendo las instrucciones dejadas por el alquimista en el pergamino, que es aquella que la sombra del pico Scartaris marca antes de las calendas de julio. Por medio de una cuerda, se van deslizando y bajan ochocientos cincuenta y tres metros en once horas. Allí improvisan una cama para dormir y recuperar fuerzas.
A la mañana siguiente, siguen hundiéndose en las entrañas del globo dejándose caer por pendientes inclinadas, formadas por lava seca que tapiza el interior del cráter. Tras un largo descenso, llegan al fondo de la chimenea, donde se encuentran con dos caminos. El profesor Lidenbrock decide tomar el del Este, y tal camino resulta ser el erróneo, pues al tercer día se quedan sin agua y han de retroceder para ir hacia el Oeste. Cuando los personajes están muriéndose de sed tras varios días sin hallar nada de agua, Hans, el guía que los acompaña, halla un torrente bajo las rocas. Perforan la piedra con las herramientas que llevan y consiguen agua, pero a 100° de temperatura; la dejan enfriar y de ese modo sacian su sed y llenan las cantimploras, bautizándolo como Arroyo Hans.
A la mañana siguiente, siguen su camino descendiendo y acercándose cada vez más al centro de la tierra. Axel se despista de su tío y de Hans, y se pierde en un túnel. No obstante, la peculiar acústica del lugar le permite conversar con su tío a pesar de encontrarse muy lejos de él. Siguiendo las indicaciones de este, se pone en camino. Cae accidentalmente por un pozo, pero providencialmente la inclinación de este le llevará hasta donde están Hans y su tío. Cuando vuelve en sí, ve que se encuentran junto a un mar: están en una caverna capaz de contener la cantidad de agua de un océano. Cerca de allí, hay un bosque de hongos donde hallan esqueletos de animales y de humanos.
Hans construye una balsa, y de ese modo embarcan e inician una travesía con el fin de alcanzar nuevas salidas en las orillas opuestas. El viaje por mar se hace más largo de lo que pensaban. Durante la travesía pescarán peces extintos del género pterichthyodes y se encuentran con monstruos marinos enormes, como un ictiosaurio y un plesiosaurio, pero por suerte los animales están luchando entre ellos y no se percatan de la presencia de la balsa.
Axel y sus dos acompañantes continúan el viaje con su monótona uniformidad. Pasan al lado de un islote, llamado por ellos "Islote de Axel", en el que hay un géiser de agua hirviente.
Siguen su camino y les amenaza una tempestad, el viento sopla a una velocidad incalculable, los relámpagos no cesan, el calor aumenta. De repente ven un disco de fuego pasearse por el espacio a la velocidad de un huracán (posiblemente un rayo globular), el cual les arranca la vela con el mástil, y los tres amigos son arrastrados con gran rapidez hasta que la almadía choca con los arrecifes de la costa.
Axel y su tío se libran de la muerte gracias al guía, Hans, que los arranca del abismo tumbándolos en la arena de la playa. Consiguen rescatar la pólvora, la brújula, el manómetro y alimentos para cuatro meses, si bien han perdido las armas.
Con la ayuda de la brújula, comprueban su situación  y ven que han regresado a la orilla de la que zarparon. Furioso y desafiando todos los peligros, el profesor Lidenbrock dice que han de volver a la balsa para seguir el viaje, pero antes quiere inspeccionar el lugar donde habían llegado a la deriva. Este lugar les reserva más sorpresas: un cementerio de cuerpos fosilizados en el cual hallan primero un cráneo humano y luego un cadáver entero semimomificado de la era cuaternaria. 
Siguen explorando el terreno y se alejan de la orilla del mar. Llegan a un bosque de vegetación de la era terciaria con palmeras, pinos, cipreses y helechos. Debajo de esos árboles ven agitarse unos mastodontes gigantes y lo que creen que es un ser humano de más de cuatro metros de altura con una cabeza del tamaño de un búfalo que los pastorea como si fueran ovejas. Les parece imposible y piensan que podría ser una visión, pero huyen a gran velocidad hacia el mar, donde han dejado la balsa. En su huida encuentran un puñal que perteneció a Arne Saknussemm, el alquimista que 300 años atrás hizo ese mismo viaje al centro de la Tierra, y más adelante en una roca encuentran grabadas sus iniciales, señalándoles el camino una vez más.
Según Lidenbrock, para llegar al centro del Globo aún tienen que bajar 1 500 leguas. Para seguir el viaje deben tomar una galería, pero una roca enorme obstruye la entrada y no les permite penetrar por ningún sitio. Optan por romper la roca con la pólvora que tienen. Preparan todo, encienden la mecha y se refugian en la almadía que tienen en la playa. No obstante, la extremada inestabilidad del terreno hace que la explosión provoque un terremoto y que el mar, convertido en una ola gigante, se los lleve violentamente a lo largo de diversas galerías. Pronto acabarán en una galería vertical, pero el agua entonces, al recobrar su nivel natural, empieza a subirles a gran velocidad, a modo de un ascensor superrápido. Los tres exploradores se consideran perdidos, viendo que a causa de la velocidad de su ascensión apenas pueden respirar y que el calor se hace insoportable.
Las paredes se mueven, los vapores se condensan... Son los síntomas de una erupción, y están dentro de la chimenea de un volcán en actividad. Luego se detienen a medio camino, salen disparados y de nuevo se detienen, lo cual se repite varias veces. De repente, un movimiento giratorio se apodera de la balsa, que se balancea sobre las olas de lava en medio de una lluvia de cenizas, y salen disparados por el abrasador orificio del cráter.
Cuando Axel abre los ojos, comprueba que se hallan al aire libre, en la superficie de la tierra. Pero no están en Islandia sino en la isla de Estrómboli, Italia, en pleno Mediterráneo. Habían entrado por un volcán, el Sneffells, y han salido por el Estrómboli situado a más de 1 200 leguas del primero. Un cono de prodigiosa altura, coronado de humos, se divisa hacia el poniente: es el Etna. 
Axel y su tío regresan a casa. La noticia de su viaje al centro de la Tierra se había propagado por todas partes, pero nadie se había creído semejante aventura. No obstante, la presencia de Hans y varios informes llegados de Islandia cambian la opinión pública. El profesor Lidenbrock y Axel pasan a ser hombres famosos, y Hans regresa a su tierra natal de Islandia.
Al final del libro descubrirán que la indicación de la brújula por la cual habían creído retroceder era errónea: la bola luminosa con la que se encontraron en la tempestad había alterado los polos, haciendo que señalara el norte donde en realidad estaba el sur.

## Personajes principales y secundarios
Principales
- Axel: sobrino del profesor Lidenbrock.
- Otto Lidenbrock: profesor de mineralogía, tío de Axel, padrino de Gräuben y organizador del viaje al centro de la Tierra. Es un sabio egoísta.
- Hans: antes cazador de unas aves islandesas llamadas eíderes y luego guía islandés que contrata Lidenbrock para el viaje al centro de la Tierra.

Secundarios
- Gräuben: novia de Axel, ahijada de Lidenbrock.
- Marta: empleada del profesor Lidenbrock.
- Arne Saknusemm: escritor del pergamino que encontró Otto Lidenbrock para iniciar el viaje al centro de la tierra.